# Saitonia ojiroensis
Saitonia ojiroensis là một loài nhện trong họ Linyphiidae.
Loài này thuộc chi Saitonia. Saitonia ojiroensis được Kendo Saito miêu tả năm 1990.